# Biskupi Kopenhagi
Biskupi Kopenhagi
| L.p. | Imię i nazwisko       | Lata       | Informacje dodatkowe                                                           |
| ---- | --------------------- | ---------- | ------------------------------------------------------------------------------ |
| 1    | Hermann Grüder        | 1868–1883  | prefekt apostolski                                                             |
| 2    | Johannes Von Euch     | 1883–1922  | prefekt apostolski, od 1892 r. wikariusz apostolski i biskup tytularny         |
| 3    | Josef Brems           | 1922–1938  | wikariusz apostolski, biskup tytularny                                         |
| 4    | Johannes Theodor Suhr | 1938–1964  | wikariusz apostolski i biskup tytularny, od 1953 r. pierwszy biskup kopenhaski |
| 5    | Hans Ludwig Martensen | 1965–1995  | drugi biskup kopenhaski                                                        |
| 6    | Czesław Kozon         | od 1995 r. | trzeci biskup kopenhaski                                                       |